# Kígyós
Kígyós (ukránul Кідьош (Kigyos / Kid'osh), korábban Зміївка (Zmijivka / Zmiyivka)) falu Ukrajnában, Kárpátalján, a Beregszászi járásban.

## Fekvése
Beregszásztól 4 km-re északkeletre, a Szernye-mocsár déli partján fekszik, önálló község 2001 óta.

## Nevének eredete
Nevét a Kígyós patakról kapta, amely mellett fekszik.
Egy falubeli monda a név eredetéről: Élt egyszer egy remete a Szernye-mocsár mellett, a lányával Rózsikával. Rózsika nagyon szerette a virágokat, így a remetekunyhót teleültette velük. Mikor egy nap a virágait locsolgatta, arratévedt egy vitéz. Szívesen fogadták őt, és elmesélte hogy a sereg itt tart pihenőt a közelben. Ettől kezdve mindig megjelent a kunyhóban. Szép lassan szerelmesek lettek egymásba, Rózsika és a vitéz. A legény megígérte, hogy feleségül veszi.
Aztán a sereg sátorbontásba kezdett, eljött a búcsúzás ideje. Rózsika mindent feldíszített, mindennel készen volt. Eszébe jutott, hogy leszakít még pár rózsaszirmot, a rózsafáról, mikor aztán megmarta a kígyó. Rózsika összeesett és meghalt.
Na innen a Kígyós név a legenda szerint.

## Története
Kígyós nevét 1332-ben Kykos néven említette először oklevél, de a település ennél jóval régebben keletkezett.
A falu az egykori Szernye-mocsár déli partjára települt.
Kígyós eleinte királyi birtok volt, majd 1364-ben a beregszászi domonkos szerzetesek kapták meg adományként. A 16. században említik őket, mint Kígyós birtokosait.
1557-ből való a helység pecsétnyomója is.
A falu birtokosai a 17. századtól a Perényi család tagjai és a Forgáchok, majd a 19. századtól a Károlyi család tagjai voltak.
Kígyós lakossága a Reformáció idején református hitre tért át. 1540-ben vették át a katolikus templomot, 1595-ben már virágzó gyülekezetként említették.
1910-ben 446, túlnyomórészt magyar lakosa volt, ma 968 lakosából 850 (90%) a magyar. A trianoni békeszerződésig Bereg vármegye Tiszaháti járásához tartozott.

## Nevezetességek
- Református temploma 13. − 14. századi, a faluszéli dombon épült, egykor kolostor is állt mellette. 1590-ben lett a reformátusoké. 1657-ben tűzvész rongálta meg, a 18. század középén és 1827-ben újították fel. 1911-ben 14. századi freskókat fedeztek fel benne. Fa harangtornya 18. századi.
- Ardói-hegy nyúlványai − festői szépsége révén a környék kedvelt kirándulóhelye.

## Híres kígyósiak
- Bakó Olga − a  Beregi szőttesek készítője, a népművészet mestere
- Derceni Ibolya − a  Beregi szőttesek készítője, a népművészet mestere
- Margitics László − kályhásmester
- Orosz György − a környéken és Kárpátalján is elismert kályhamester